# 계이름

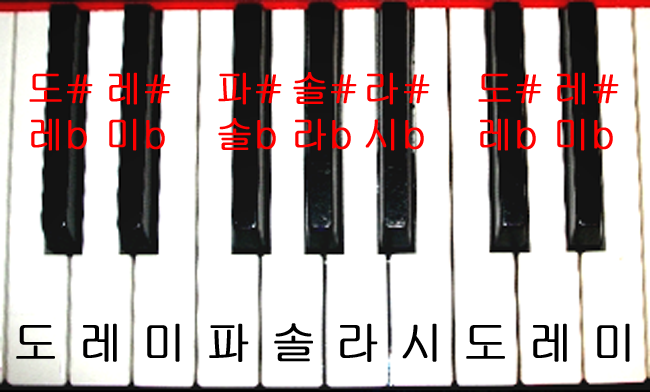
피아노 건반과 계이름의 모습.

계이름은 음악에서 사용되는 용어로서, 특정 음을 기준으로 잡고 그 상대적인 위치로 음에 이름을 붙인 것이다.
대표적인 것으로 서양음악 7음계의 도(do), 레(re), 미(mi), 파(fa), 솔(sol), 라(la), 시(si)가 있다.
계이름은 상대적이므로 음이름과는 달리 기준을 어느 음으로 잡느냐에 따라 가리키는 음이 바뀔 수가 있다. 오른쪽 그림에서는 왼쪽 끝 건반이 도로 되어있지만, 이는 다 장조에서만 그렇고, 조성이 바뀌면 계이름도 바뀐다.
예를 들어 사 장조에서는 그림의 솔의 자리가 도가 된다.

## 같이 보기
- 음이름